# A Trip Down Market Street
A Trip Down Market Street Before the Fire is een Amerikaanse korte documentaire uit 1906. De film werd in 2010 opgenomen in het National Film Registry.
De film is gemaakt door een camera bevestigd aan een kabeltram die door de Marktstraat van San Francisco reed enkele dagen voor de aardbeving.